# ابن خلف نیرمانی
ابوسعد علی بن محمد بن خلف نیرمانی (؟ در نیرمان، همدان- ۴۱۴ هجری /۱۰۲۲ میلادی در بغداد) مشهور به «ابن خلف نیرمانی» و «نیرمانیِ کاتب» نویسنده وشاعر صاحب سبک در دربار آل بویه در سده سوم و چهارم قمری بود. او در دیوان انشای دولت آل بویه استخدام شده بود. بیشتر عمرش در بغداد گذشت. ازینروی از اشعار او قصیده‌ای در وصف بغداد شهرت دارد.